# Список эпизодов телесериала «Расследования комиссара Мегрэ»
Список эпизодов французского телесериала «Расследования комиссара Мегрэ» (первые 18 — чёрно-белые, все последующие — цветные).

## Обзор сезонов
| Сезон | Сезон | Эпизоды | Оригинальная дата показа | Оригинальная дата показа |
| Сезон | Сезон | Эпизоды | Премьера сезона          | Финал сезона             |
| ----- | ----- | ------- | ------------------------ | ------------------------ |
|       | 1     | 2       | 14 октября 1967          | 8 декабря 1967           |
|       | 2     | 4       | 24 февраля 1968          | 7 декабря 1968           |
|       | 3     | 3       | 1 февраля 1969           | 15 ноября 1969           |
|       | 4     | 3       | 21 февраля 1970          | 28 ноября 1970           |
|       | 5     | 4       | 13 февраля 1971          | 11 сентября 1971         |
|       | 6     | 4       | 6 января 1972            | 23 декабря 1972          |
|       | 7     | 3       | 14 марта 1973            | 28 декабря 1973          |
|       | 8     | 2       | 8 марта 1974             | 30 декабря 1974          |
|       | 9     | 3       | 17 марта 1975            | 6 декабря 1975           |
|       | 10    | 4       | 20 марта 1976            | 27 ноября 1976           |
|       | 11    | 4       | 5 февраля 1977           | 3 декабря 1977           |
|       | 12    | 4       | 22 апреля 1978           | 2 декабря 1978           |
|       | 13    | 4       | 10 февраля 1979          | 10 ноября 1979           |
|       | 14    | 3       | 22 марта 1980            | 1 ноября 1980            |
|       | 15    | 5       | 24 января 1981           | 5 декабря 1981           |
|       | 16    | 4       | 23 января 1982           | 10 ноября 1982           |
|       | 17    | 4       | 12 января 1983           | 21 декабря 1983          |
|       | 18    | 5       | 18 января 1984           | 14 ноября 1984           |
|       | 19    | 3       | 16 января 1985           | 23 октября 1985          |
|       | 20    | 5       | 11 января 1987           | 8 ноября 1987            |
|       | 21    | 9       | 10 января 1988           | 25 декабря 1988          |
|       | 22    | 4       | 26 февраля 1989          | 25 декабря 1989          |
|       | 23    | 2       | 25 февраля 1990          | 10 июня 1990             |

## Список серий

### Сезон 1 (1967)
| № общий | № в сезоне | Название                           | Режиссёр   | Автор сценария       | Дата премьеры   |
| --- | ---------- | ---------------------------------- | ---------- | -------------------- | --------------- |
| 1 | 1          | «Смерть Сесили» «Cécile est morte» | Клод Барма | Клод Барма, Жак Реми | 14 октября 1967 |
| Сесиль Маршан неожиданно обнаруживает, что квартиру, где она живёт вместе с больной тёткой, посещает кто-то чужой. Полицейские, которым было поручено вести наблюдение за этой квартирой, ничего подозрительного не заметили. Однако вскоре Сесиль и её родственницу находят убитыми... Основа — одноимённый роман Жоржа Сименона (1942).             |            |                                    |            |                      |                 |
| 2 | 2          | «Цена головы» «La Tête d'un homme» | Рене Люко  | Клод Барма, Жак Реми | 8 декабря 1967  |
| На вилле под Парижем происходит убийство богатой американки и её горничной. Все улики указывают, что преступление совершил рабочий Жозеф Эртен. Его арестовывают, однако комиссар Мегрэ уверен, что произошла ошибка. Желая найти настоящего преступника, он решается на рискованный эксперимент... Основа — одноимённый роман Жоржа Сименона (1931). |            |                                    |            |                      |                 |

### Сезон 2 (1968)
| № общий | № в сезоне | Название                                  | Режиссёр       | Автор сценария       | Дата премьеры   |
| --- | ---------- | ----------------------------------------- | -------------- | -------------------- | --------------- |
| 3 | 1          | «Жёлтый пёс» «Le Chien jaune»             | Клод Барма     | Клод Барма, Жак Реми | 24 февраля 1968 |
| В городе Булонь-сюр-Мере происходят пугающие события: судовладелец по фамилии Мостагэн убит, а его приятели едва не стали жертвами отравления. Комиссар Мегрэ берётся за расследование и замечает, что на местах происшествий всегда появляется бездомный пёс необычного окраса... Основа — одноимённый роман Жоржа Сименона (1931). |            |                                           |                |                      |                 |
| 4 | 2          | «Подписано: „Пикпюс“» «Signé Picpus»      | Жан-Пьер Декур | Клод Барма, Жак Реми | 27 апреля 1968  |
| Мегрэ получает письмо, автор которого предупреждает комиссара: «Завтра в три часа дня я убью ясновидящую». Под этим текстом стоит подпись: «Пикпюс». Удастся ли знаменитому сыщику предотвратить преступление?.. Основа — одноимённый роман Жоржа Сименона (1944). |            |                                           |                |                      |                 |
| 5 | 3          | «Инспектор Кадавр» «L'Inspecteur Cadavre» | Мишель Драш    | Клод Барма, Жак Реми | 3 августа 1968  |
| Мегрэ по просьбе своего коллеги отправляется в маленький городок Сент-Обен: незадолго до начала событий там погиб молодой человек, и местные жители убеждены, что знатный горожанин Этьен Но был причастен к его смерти. Уже в поезде комиссар сталкивается со своим бывшим сослуживцем, а ныне — владельцем частного сыскного бюро Кавром, который получил прозвище «Кадавр». Вскоре Мегрэ понимает, что эта встреча не была случайной... Основа — одноимённый роман Жоржа Сименона (1944). |            |                                           |                |                      |                 |
| 6 | 4          | «А Фелиси-то здесь!» «Félicie est là»     | Клод Барма     | Клод Барма, Жак Реми | 7 декабря 1968  |
| В поселке Жанвиль убит местный житель — старик Жюль Лапи. Комиссар Мегрэ предполагает, что Лапи погиб из-за каких-то ценностей, спрятанных в его доме. Единственный человек, который может пролить свет на трагедию, — служанка Фелиси, но она упорно не желает идти на сотрудничество... Основа — одноимённый роман Жоржа Сименона (1944). |            |                                           |                |                      |                 |

### Сезон 3 (1969)
| № общий | № в сезоне | Название                                     | Режиссёр      | Автор сценария       | Дата премьеры  |
| --- | ---------- | -------------------------------------------- | ------------- | -------------------- | -------------- |
| 7 | 1          | «Дом судьи» «La Maison du juge»              | Рене Люко     | Клод Барма, Жак Реми | 1 февраля 1969 |
| Дидин, жительница деревни Ларадон, сообщает комиссару Мегрэ, что видела мертвеца в доме судьи Форлакруа. Женщина считает, что тот собирается в скором времени избавиться от трупа... Основа — одноимённый роман Жоржа Сименона (1942). |            |                                              |               |                      |                |
| 8 | 2          | «Китайские тени» «L'Ombre chinoise»          | Рене Люко     | Клод Барма, Жак Реми | 24 мая 1969    |
| Процветающий делец Раймон Куше становится жертвой убийства. Кроме того, из сейфа в его кабинете исчезает крупная сумма денег. Связаны ли эти преступления между собой?.. Основа — одноимённый роман Жоржа Сименона (1932).             |            |                                              |               |                      |                |
| 9 | 3          | «Ночь на перекрёстке» «La Nuit du carrefour» | Франсуа Вилье | Клод Барма, Жак Реми | 15 ноября 1969 |
| Основа — одноимённый роман Жоржа Сименона (1931). |            |                                              |               |                      |                |

### Сезон 4 (1970)
| № общий                                           | № в сезоне | Название                                | Режиссёр   | Автор сценария       | Дата премьеры   |
| ------------------------------------------------- | ---------- | --------------------------------------- | ---------- | -------------------- | --------------- |
| 10                                                | 1          | «Шлюз № 1» «L'Écluse no 1»              | Клод Барма | Клод Барма, Жак Реми | 21 февраля 1970 |
| Основа — одноимённый роман Жоржа Сименона (1933). |            |                                         |            |                      |                 |
| 11                                                | 2          | «Мегрэ и мертвец» «Maigret et son mort» | Клод Барма | Клод Барма, Жак Реми | 16 мая 1970     |
| Основа — одноимённый роман Жоржа Сименона (1948). |            |                                         |            |                      |                 |
| 12                                                | 3          | «Мегрэ» «Maigret»                       | Клод Барма | Клод Барма, Жак Реми | 28 ноября 1970  |
| Основа — одноимённый роман Жоржа Сименона (1934). |            |                                         |            |                      |                 |

### Сезон 5 (1971)
| № общий | № в сезоне | Название                                       | Режиссёр        | Автор сценария       | Дата премьеры    |
| --- | ---------- | ---------------------------------------------- | --------------- | -------------------- | ---------------- |
| 13 | 1          | «Мегрэ в школе» «Maigret à l'école»            | Клод Барма      | Клод Барма, Жак Реми | 13 февраля 1971  |
| Основа — одноимённый роман Жоржа Сименона (1954). |            |                                                |                 |                      |                  |
| 14 | 2          | «Мегрэ в отпуске» «Maigret en vacances»        | Клод Барма      | Клод Барма, Жак Реми | 10 апреля 1971   |
| Основа — роман Жоржа Сименона «Отпуск Мегрэ» (1948). |            |                                                |                 |                      |                  |
| 15 | 3          | «Мегрэ и призрак» «Maigret et le fantôme»      | Рене Люко       | Клод Барма, Жак Реми | 19 июня 1971     |
| Инспектор Лоньон попадает в больницу с огнестрельным ранением. Мегрэ приходит к выводу, что его коллега в одиночку вёл слежку за каким-то преступником и был ранен при попытке его задержать. Знаменитый комиссар опрашивает очевидцев и узнаёт от них удивительные подробности: обнаружившая Лоньона консьержка сообщила, что раненый инспектор, вместо того чтобы назвать нападавшего, произнёс слово «призрак»... Основа — одноимённый роман Жоржа Сименона (1964). |            |                                                |                 |                      |                  |
| 16 | 4          | «Мегрэ в суде присяжных» «Maigret aux assises» | Марсель Кравенн | Клод Барма, Жак Реми | 11 сентября 1971 |
| Основа — одноимённый роман Жоржа Сименона (1960). |            |                                                |                 |                      |                  |

### Сезон 6 (1972)
| № общий                                           | № в сезоне | Название                                             | Режиссёр       | Автор сценария       | Дата премьеры   |
| ------------------------------------------------- | ---------- | ---------------------------------------------------- | -------------- | -------------------- | --------------- |
| 17                                                | 1          | «Порт туманов» «Le Port des brumes»                  | Жан-Луи Мюллер | Клод Барма, Жак Реми | 6 января 1972   |
| Основа — одноимённый роман Жоржа Сименона (1932). |            |                                                      |                |                      |                 |
| 18                                                | 2          | «Мегрэ сердится» «Maigret se fâche»                  | Франсуа Вилье  | Клод Барма, Жак Реми | 3 февраля 1972  |
| Основа — одноимённый роман Жоржа Сименона (1947). |            |                                                      |                |                      |                 |
| 19                                                | 3          | «Петерс Латыш» «Pietr le Letton»                     | Жан-Луи Мюллер | Клод Барма, Жак Реми | 20 июля 1972    |
| Основа — одноимённый роман Жоржа Сименона (1931). |            |                                                      |                |                      |                 |
| 20                                                | 4          | «Мегрэ в меблированных комнатах» «Maigret en meublé» | Клод Буассоль  | Клод Барма, Жак Реми | 23 декабря 1972 |
| Основа — одноимённый роман Жоржа Сименона (1951). |            |                                                      |                |                      |                 |

### Сезон 7 (1973)
| № общий                                           | № в сезоне | Название                                                   | Режиссёр      | Автор сценария       | Дата премьеры   |
| ------------------------------------------------- | ---------- | ---------------------------------------------------------- | ------------- | -------------------- | --------------- |
| 21                                                | 1          | «Мой друг Мегрэ» «Mon ami Maigret»                         | Франсуа Вилье | Клод Барма, Жак Реми | 14 марта 1973   |
| Основа — одноимённый роман Жоржа Сименона (1949). |            |                                                            |               |                      |                 |
| 22                                                | 2          | «Мегрэ и человек на скамейке» «Maigret et l'homme du banc» | Рене Люко     | Клод Барма, Жак Реми | 17 октября 1973 |
| Основа — одноимённый роман Жоржа Сименона (1953). |            |                                                            |               |                      |                 |
| 23                                                | 3          | «Мегрэ и мёртвая девушка» «Maigret et la jeune morte»      | Клод Буассоль | Клод Барма, Жак Реми | 28 декабря 1973 |
| Основа — одноимённый роман Жоржа Сименона (1954). |            |                                                            |               |                      |                 |

### Сезон 8 (1974)
| № общий                                           | № в сезоне | Название                                            | Режиссёр        | Автор сценария       | Дата премьеры   |
| ------------------------------------------------- | ---------- | --------------------------------------------------- | --------------- | -------------------- | --------------- |
| 24                                                | 1          | «Мегрэ ищет голову» «Maigret et le corps sans tete» | Марсель Кравенн | Клод Барма, Жак Реми | 8 марта 1974    |
| Основа — одноимённый роман Жоржа Сименона (1955). |            |                                                     |                 |                      |                 |
| 25                                                | 2          | «Мегрэ и Долговязая» «Maigret et la Grande Perche»  | Клод Барма      | Жак Реми             | 30 декабря 1974 |
| Основа — одноимённый роман Жоржа Сименона (1951). |            |                                                     |                 |                      |                 |

### Сезон 9 (1975)
| № общий | № в сезоне | Название                                           | Режиссёр      | Автор сценария       | Дата премьеры   |
| --- | ---------- | -------------------------------------------------- | ------------- | -------------------- | --------------- |
| 26 | 1          | «Мегрэ и сумасшедшая» «La Folle de Maigret»        | Клод Буассоль | Клод Барма, Жак Реми | 17 марта 1975   |
| Основа — одноимённый роман Жоржа Сименона (1970). |            |                                                    |               |                      |                 |
| 27 | 2          | «Двухгрошовый кабачок» «La Guinguette a deux sous» | Рене Люко     | Клод Барма, Жак Реми | 11 октября 1975 |
| Основа — одноимённый роман Жоржа Сименона (1931). |            |                                                    |               |                      |                 |
| 28 | 3          | «Мегрэ колеблется» «Maigret hesite»                | Клод Буассоль | Клод Барма, Жак Реми | 6 декабря 1975  |
| Мегрэ получает анонимное письмо, автор которого предупреждает комиссара о готовящемся убийстве. Установив, что бумага, использованная отправителем, поставляется только адвокату Эмилю Парандону, знаменитый сыщик решает нанести ему визит... Основа — одноимённый роман Жоржа Сименона (1968). |            |                                                    |               |                      |                 |

### Сезон 10 (1976)
| № общий | № в сезоне | Название                                          | Режиссёр       | Автор сценария       | Дата премьеры   |
| --- | ---------- | ------------------------------------------------- | -------------- | -------------------- | --------------- |
| 29 | 1          | «Мегрэ напуган» «Maigret a peur»                  | Жан Кершброн   | Клод Барма, Жак Реми | 20 марта 1976   |
| Основа — одноимённый роман Жоржа Сименона (1953). |            |                                                   |                |                      |                 |
| 30 | 2          | «Преступление в Голландии» «Un crime en Hollande» | Рене Люко      | Клод Барма, Жак Реми | 26 июня 1976    |
| Основа — одноимённый роман Жоржа Сименона (1931). |            |                                                   |                |                      |                 |
| 31 | 3          | «Мегрэ у фламандцев» «Maigret chez les Flamands»  | Жан-Поль Сасси | Клод Барма, Жак Реми | 16 октября 1976 |
| Основа — роман Жоржа Сименона «У фламандцев» (1932). |            |                                                   |                |                      |                 |
| 32 | 4          | «Сомнения Мегрэ» «Les Scrupules de Maigret»       | Жан-Луи Мюллер | Клод Барма, Жак Реми | 27 ноября 1976  |
| К знаменитому комиссару обращается Ксавье Мартон — старший продавец в одном из отделов универмага. Мужчина утверждает, что жена пытается его отравить: на это, в частности, указывает пакетик с ядовитым порошком, недавно появившийся в шкафчике для бытовой химии. Однако более веских доказательств у Мартона нет, а сам он, как выясняется, страдает неврастенией... Основа — одноимённый роман Жоржа Сименона (1958). |            |                                                   |                |                      |                 |

### Сезон 11 (1977)
| № общий | № в сезоне | Название                                                       | Режиссёр        | Автор сценария       | Дата премьеры   |
| --- | ---------- | -------------------------------------------------------------- | --------------- | -------------------- | --------------- |
| 33 | 1          | «Мегрэ, Лоньон и гангстеры» «Maigret, Lognon et les gangsters» | Жан Кершброн    | Клод Барма, Жак Реми | 5 февраля 1977  |
| Инспектор Лоньон становится свидетелем странного происшествия: из легкового автомобиля на большой скорости выбрасывают мужчину. Не успевает полицейский вызвать подкрепление, как появляется второй автомобиль, его пассажиры забирают пострадавшего и также скрываются. Через несколько дней после этого случая к Мегрэ обращается супруга Лоньона и сообщает, что её муж пропал... Основа — одноимённый роман Жоржа Сименона (1952). |            |                                                                |                 |                      |                 |
| 34 | 2          | «Мегрэ и месье Шарль» «Maigret et monsieur Charles»            | Жан-Поль Сасси  | Клод Барма, Жак Реми | 4 июня 1977     |
| К знаменитому комиссару обращается мадам Сабен-Левеск, жена нотариуса из Руана. Пользовавшийся успехом у женщин, её супруг никогда не пренебрегал случайными любовными связями, из-за чего по нескольку дней подряд не бывал дома. Месяц назад он в очередной раз уехал в Париж и с той поры так и вернулся... Основа — одноимённый роман Жоржа Сименона (1972).                                                                       |            |                                                                |                 |                      |                 |
| 35 | 3          | «Приятельница мадам Мегрэ» «L'Amie de madame Maigret»          | Марсель Кравенн | Клод Барма, Жак Реми | 3 сентября 1977 |
| Основа — одноимённый роман Жоржа Сименона (1950). |            |                                                                |                 |                      |                 |
| 36 | 4          | «Кабачок ньюфаундлендцев» «Au rendez-vous des Terre-Neuvas»    | Жан-Поль Сасси  | Клод Барма, Жак Реми | 3 декабря 1977  |
| Основа — одноимённый роман Жоржа Сименона (1931). |            |                                                                |                 |                      |                 |

### Сезон 12 (1978)
| № общий | № в сезоне | Название                                                              | Режиссёр          | Автор сценария       | Дата премьеры  |
| --- | ---------- | --------------------------------------------------------------------- | ----------------- | -------------------- | -------------- |
| 37 | 1          | «Мегрэ и виноторговец» «Maigret et le marchand de vin»                | Жан-Поль Сасси    | Клод Барма, Жак Реми | 22 апреля 1978 |
| Застрелен преуспевающий виноторговец Оскар Шабю. Мегрэ теряется в догадках, кому была выгодна его смерть: ревнивому супругу, чью жену соблазнил любвеобильный предприниматель, или представителю конкурирующей фирмы. Через несколько дней после начала расследования комиссару звонит неизвестный и заявляет, что виноторговец был «последним мерзавцем». Однако сможет ли это оправдать убийцу в глазах Мегрэ?.. Основа — одноимённый роман Жоржа Сименона (1970). |            |                                                                       |                   |                      |                |
| 38 | 2          | «Мегрэ и строптивые свидетели» «Maigret et les temoins recalcitrants» | Дени де ла Патейе | Клод Барма, Жак Реми | 22 июля 1978   |
| Основа — одноимённый роман Жоржа Сименона (1959). |            |                                                                       |                   |                      |                |
| 39 | 3          | «Мегрэ и убийца» «Maigret et le tueur»                                | Марсель Кравенн   | Клод Барма, Жак Реми | 4 ноября 1978  |
| Основа — одноимённый роман Жоржа Сименона (1969). |            |                                                                       |                   |                      |                |
| 40 | 4          | «Мегрэ и дело Наура» «Maigret et l'affaire Nahour»                    | Рене Люко         | Клод Барма, Жак Реми | 2 декабря 1978 |
| Основа — одноимённый роман Жоржа Сименона (1966). |            |                                                                       |                   |                      |                |

### Сезон 13 (1979)
| № общий                                                     | № в сезоне | Название                                                      | Режиссёр       | Автор сценария       | Дата премьеры   |
| ----------------------------------------------------------- | ---------- | ------------------------------------------------------------- | -------------- | -------------------- | --------------- |
| 41                                                          | 1          | «Бар „Либерти“» «Liberty Bar»                                 | Жан-Поль Сасси | Клод Барма, Жак Реми | 10 февраля 1979 |
| Основа — одноимённый роман Жоржа Сименона (1932).           |            |                                                               |                |                      |                 |
| 42                                                          | 2          | «Мегрэ и маньяк из Бержерака» «Maigret et le fou de Bergerac» | Ив Аллегре     | Клод Барма, Жак Реми | 28 апреля 1979  |
| Основа — роман Жоржа Сименона «Маньяк из Бержерака» (1932). |            |                                                               |                |                      |                 |
| 43                                                          | 3          | «Мегрэ и осведомитель» «Maigret et l'indicateur»              | Ив Аллегре     | Клод Барма, Жак Реми | 9 июня 1979     |
| Основа — одноимённый роман Жоржа Сименона (1971).           |            |                                                               |                |                      |                 |
| 44                                                          | 4          | «Мегрэ и дама из Этрета» «Maigret et la dame d'Etretat»       | Стефан Бертен  | Клод Барма, Жак Реми | 10 ноября 1979  |
| Основа — роман Жоржа Сименона «Мегрэ и старая дама» (1950). |            |                                                               |                |                      |                 |

### Сезон 14 (1980)
| № общий                                                 | № в сезоне | Название                                                        | Режиссёр        | Автор сценария                      | Дата премьеры |
| ------------------------------------------------------- | ---------- | --------------------------------------------------------------- | --------------- | ----------------------------------- | ------------- |
| 45                                                      | 1          | «Дело Сен-Фиакр» «L'Affaire Saint-Fiacre»                       | Жан-Поль Сасси  | Клод Барма, Жак Реми                | 22 марта 1980 |
| Основа — одноимённый роман Жоржа Сименона (1932).       |            |                                                                 |                 |                                     |               |
| 46                                                      | 2          | «Коновод с баржи „Провидение“» «Le Charretier de la Providence» | Марсель Кравенн | Клод Барма, Жак Реми                | 14 июня 1980  |
| Основа — одноимённый роман Жоржа Сименона (1931).       |            |                                                                 |                 |                                     |               |
| 47                                                      | 3          | «Мегрэ и дипломат» «Maigret et l'ambassadeur»                   | Стефан Бертен   | Клод Барма, Жак Реми, Стефан Бертен | 1 ноября 1980 |
| Основа — роман Жоржа Сименона «Мегрэ и старики» (1960). |            |                                                                 |                 |                                     |               |

### Сезон 15 (1981)
| № общий | № в сезоне | Название                                                         | Режиссёр       | Автор сценария                        | Дата премьеры   |
| --- | ---------- | ---------------------------------------------------------------- | -------------- | ------------------------------------- | --------------- |
| 48 | 1          | «Повесившийся на вратах Сен-Фольена» «Le Pendu de Saint-Pholien» | Ив Аллегре     | Клод Барма, Жак Реми                  | 24 января 1981  |
| Основа — одноимённый роман Жоржа Сименона (1931). |            |                                                                  |                |                                       |                 |
| 49 | 2          | «Мегрэ в Аризоне» «Maigret en Arizona»                           | Стефан Бертен  | Клод Барма, Жак Реми, Стефан Бертен   | 25 апреля 1981  |
| Основа — роман Жоржа Сименона «Мегрэ у коронера» (1949). |            |                                                                  |                |                                       |                 |
| 50 | 3          | «Признания Мегрэ» «Une confidence de Maigret»                    | Ив Аллегре     | Клод Барма, Жак Реми, Ольга Жорж-Пико | 30 мая 1981     |
| Крупный предприниматель Адриан Жюссель поздней ночью возвращается домой и обнаруживает, что его жена зверски убита. Двусмысленные поступки, которые мужчина совершает после этого открытия, наводят полицейских на мысль об его виновности. Комиссар Мегрэ принимается за расследование, однако быстро понимает, что установить истину будет очень нелегко... Основа — одноимённый роман Жоржа Сименона (1959). |            |                                                                  |                |                                       |                 |
| 51 | 4          | «Танцовщица из „Весёлой мельницы“» «La Danseuse du Gai-Moulin»   | Жан-Поль Сасси | Клод Барма, Жак Реми                  | 29 августа 1981 |
| Основа — одноимённый роман Жоржа Сименона (1931). |            |                                                                  |                |                                       |                 |
| 52 | 5          | «Мегрэ ошибается» «Maigret se trompe»                            | Стефан Бертен  | Стефан Бертен, Жак Реми               | 5 декабря 1981  |
| Основа — одноимённый роман Жоржа Сименона (1953). |            |                                                                  |                |                                       |                 |

### Сезон 16 (1982)
| № общий                                           | № в сезоне | Название                                                  | Режиссёр       | Автор сценария                      | Дата премьеры   |
| ------------------------------------------------- | ---------- | --------------------------------------------------------- | -------------- | ----------------------------------- | --------------- |
| 53                                                | 1          | «Человек, обокравший Мегрэ» «Le Voleur de Maigret»        | Жан-Поль Сасси | Стефан Бертен, Клод Барма, Жак Реми | 23 января 1982  |
| Основа — одноимённый роман Жоржа Сименона (1967). |            |                                                           |                |                                     |                 |
| 54                                                | 2          | «Мегрэ и одинокий человек» «Maigret et l'homme tout seul» | Жан-Поль Сасси | Клод Барма, Жак Реми                | 8 мая 1982      |
| Основа — одноимённый роман Жоржа Сименона (1971). |            |                                                           |                |                                     |                 |
| 55                                                | 3          | «Мегрэ и порядочные люди» «Maigret et les braves gens»    | Жан-Жак Горон  | Жоэль Горон                         | 14 августа 1982 |
| Основа — одноимённый роман Жоржа Сименона (1962). |            |                                                           |                |                                     |                 |
| 56                                                | 4          | «Мегрэ и бродяга» «Maigret et le clochard»                | Луи Гропьер    | Шарль Мэтр                          | 10 ноября 1982  |
| Основа — одноимённый роман Жоржа Сименона (1963). |            |                                                           |                |                                     |                 |

### Сезон 17 (1983)
| № общий | № в сезоне | Название                                      | Режиссёр       | Автор сценария  | Дата премьеры   |
| --- | ---------- | --------------------------------------------- | -------------- | --------------- | --------------- |
| 57 | 1          | «Гнев Мегрэ» «La Colere de Maigret»           | Ален Леван     | Жак Реми        | 12 января 1983  |
| Основа — одноимённый роман Жоржа Сименона (1963). |            |                                               |                |                 |                 |
| 58 | 2          | «Мегрэ забавляется» «Maigret s'amuse»         | Рене Люко      | Серж Ганзи      | 29 июня 1983    |
| Основа — одноимённый роман Жоржа Сименона (1957). |            |                                               |                |                 |                 |
| 59 | 3          | «Цена головы» «La Tete d'un homme»            | Луи Гропьер    | Ален Франк      | 5 октября 1983  |
| На вилле под Парижем происходит убийство богатой американки и её горничной. Все улики указывают, что преступление совершил рабочий Жозеф Эртен. Его арестовывают, однако комиссар Мегрэ уверен, что произошла ошибка. Желая найти настоящего преступника, он решается на рискованный эксперимент... Основа — одноимённый роман Жоржа Сименона (1931). |            |                                               |                |                 |                 |
| 60 | 4          | «Рождество в доме Мегрэ» «Un Noel de Maigret» | Жан-Поль Сасси | Жан-Жак Варужан | 21 декабря 1983 |
| Основа — одноимённый рассказ Жоржа Сименона (1950). |            |                                               |                |                 |                 |

### Сезон 18 (1984)
| № общий                                           | № в сезоне | Название                                          | Режиссёр      | Автор сценария  | Дата премьеры   |
| ------------------------------------------------- | ---------- | ------------------------------------------------- | ------------- | --------------- | --------------- |
| 61                                                | 1          | «Друг детства Мегрэ» «L'Ami d'enfance de Maigret» | Стефан Бертен | Бернар Мариэ    | 18 января 1984  |
| Основа — одноимённый роман Жоржа Сименона (1968). |            |                                                   |               |                 |                 |
| 62                                                | 2          | «Мегрэ защищается» «Maigret se defend»            | Жорж Ферраро  | Клодин Серф     | 18 апреля 1984  |
| Основа — одноимённый роман Жоржа Сименона (1964). |            |                                                   |               |                 |                 |
| 63                                                | 3          | «Терпение Мегрэ» «La Patience de Maigret»         | Ален Буде     | Кристиан Уоттон | 25 апреля 1984  |
| Основа — одноимённый роман Жоржа Сименона (1965). |            |                                                   |               |                 |                 |
| 64                                                | 4          | «Мегрэ в Виши» «Maigret a Vichy»                  | Ален Леван    | Шарль Мэтр      | 10 октября 1984 |
| Основа — одноимённый роман Жоржа Сименона (1968). |            |                                                   |               |                 |                 |
| 65                                                | 5          | «Ночь на перекрёстке» «La Nuit du carrefour»      | Стефан Бертен | Жоэль Горон     | 14 ноября 1984  |
| Основа — одноимённый роман Жоржа Сименона (1931). |            |                                                   |               |                 |                 |

### Сезон 19 (1985)
| № общий                                                          | № в сезоне | Название                                    | Режиссёр  | Автор сценария            | Дата премьеры   |
| ---------------------------------------------------------------- | ---------- | ------------------------------------------- | --------- | ------------------------- | --------------- |
| 66                                                               | 1          | «Субботний клиент» «Le Client du samedi»    | Пьер Бюро | Элен Миссерли             | 16 января 1985  |
| Основа — роман Жоржа Сименона «Мегрэ и субботний клиент» (1962). |            |                                             |           |                           |                 |
| 67                                                               | 2          | «Револьвер Мегрэ» «Le Revolver de Maigret»  | Жан Брар  | Жан Брар, Жан-Шарль Ланьо | 17 апреля 1985  |
| Основа — одноимённый роман Жоржа Сименона (1952).                |            |                                             |           |                           |                 |
| 68                                                               | 3          | «Мегрэ в „Пикреттс“» «Maigret au Picratt's» | Филип Лэк | Жан-Луи Ронкорони         | 23 октября 1985 |
| Основа — одноимённый роман Жоржа Сименона (1964).                |            |                                             |           |                           |                 |

### Сезон 20 (1987)
| № общий                                           | № в сезоне | Название                                              | Режиссёр        | Автор сценария       | Дата премьеры    |
| ------------------------------------------------- | ---------- | ----------------------------------------------------- | --------------- | -------------------- | ---------------- |
| 69                                                | 1          | «Мегрэ у министра» «Maigret chez le ministre»         | Луи Гропьер     | Шарль Мэтр           | 11 января 1987   |
| Основа — одноимённый роман Жоржа Сименона (1954). |            |                                                       |                 |                      |                  |
| 70                                                | 2          | «Промах Мегрэ» «Un echec de Maigret»                  | Жиль Кац        | Бернар Мариэ         | 8 февраля 1987   |
| Основа — одноимённый роман Жоржа Сименона (1956). |            |                                                       |                 |                      |                  |
| 71                                                | 3          | «Мегрэ путешествует» «Maigret voyage»                 | Жан-Поль Каррер | Ив Жамиак            | 24 мая 1987      |
| Основа — одноимённый роман Жоржа Сименона (1957). |            |                                                       |                 |                      |                  |
| 72                                                | 4          | «Покойный месье Галле» «Monsieur Gallet, decede»      | Жорж Ферраро    | Клодин Серф          | 13 сентября 1987 |
| Основа — одноимённый роман Жоржа Сименона (1931). |            |                                                       |                 |                      |                  |
| 73                                                | 5          | «В подвалах отеля „Мажестик“» «Les Caves du Majestic» | Морис Фридлан   | Франсуа-Оливье Руссо | 8 ноября 1987    |
| Основа — одноимённый роман Жоржа Сименона (1942). |            |                                                       |                 |                      |                  |

### Сезон 21 (1988)
| № общий | № в сезоне | Название                                                             | Режиссёр          | Автор сценария                   | Дата премьеры    |
| --- | ---------- | -------------------------------------------------------------------- | ----------------- | -------------------------------- | ---------------- |
| 74 | 1          | «Трубка Мегрэ» «La Pipe de Maigret»                                  | Жан-Мари Кольдефи | Шарль Мэтр                       | 10 января 1988   |
| Знаменитый комиссар неожиданно обнаруживает, что из кабинета исчезла его любимая вересковая трубка. Размышляя о том, куда эта вещь могла деться, Мегрэ вспоминает о визите вдовы Леруа, которая накануне приходила к комиссару вместе со своим сыном. По словам посетительницы, в её жилище с недавних пор проникают посторонние люди. Поскольку из дома ничего не пропало, Мегрэ исключает версию об ограблении, однако дело не становится от этого менее запутанным ... Основа — одноимённый рассказ Жоржа Сименона (1947). |            |                                                                      |                   |                                  |                  |
| 75 | 2          | «Мегрэ и старая дама из Байё» «Maigret et la vieille dame de Bayeux» | Филип Лэк         | Мишель О'Глор                    | 14 февраля 1988  |
| Основа — рассказ Жоржа Сименона «Старая дама из Байё» (1939). |            |                                                                      |                   |                                  |                  |
| 76 | 3          | «Жёлтый пёс» «Le Chien jaune»                                        | Пьер Бюро         | Элен Миссерли                    | 13 марта 1988    |
| В городе Булонь-сюр-Мере происходят пугающие события: судовладелец по фамилии Мостагэн убит, а его приятели едва не стали жертвами отравления. Комиссар Мегрэ берётся за расследование и замечает, что на местах происшествий всегда появляется бездомный пёс необычного окраса... Основа — одноимённый роман Жоржа Сименона (1931). |            |                                                                      |                   |                                  |                  |
| 77 | 4          | «Нотариус из Шатонёфа» «Le Notaire de Châteauneuf»                   | Жерар Гозлан      | Ален Франк                       | 3 апреля 1988    |
| Основа — одноимённый рассказ Жоржа Сименона (1938). |            |                                                                      |                   |                                  |                  |
| 78 | 5          | «Мегрэ и мальчик из хора» «Maigret et l'enfant de chœur»             | Мишель Сюбьела    | Мишель Сюбьела, Франсис Лакассен | 17 апреля 1988   |
| Основа — рассказ Жоржа Сименона «Показания мальчика из хора» (1947). |            |                                                                      |                   |                                  |                  |
| 79 | 6          | «Мегрэ и инспектор-недотёпа» «Maigret et l'inspecteur malgracieux»   | Филип Лэк         | Мишель О'Глор                    | 15 мая 1988      |
| Основа — одноимённый рассказ Жоржа Сименона (1947). |            |                                                                      |                   |                                  |                  |
| 80 | 7          | «Смерть убийцы» «La Morte qui assassina»                             | Жан-Клод Юри      | Жан-Клод Юри, Бернар Мариэ       | 18 сентября 1988 |
| Основа — рассказ Жоржа Сименона «Самый упрямый клиент в мире» (1947). |            |                                                                      |                   |                                  |                  |
| 81 | 8          | «Мегрэ и ленивый вор» «Maigret et le voleur paresseux»               | Жан-Мари Кольдефи | Шарль Мэтр                       | 23 октября 1988  |
| Основа — одноимённый роман Жоржа Сименона (1961). |            |                                                                      |                   |                                  |                  |
| 82 | 9          | «Мегрэ и человек на улице» «Maigret et l'homme de la rue»            | Жан Кершброн      | Клод Брами                       | 25 декабря 1988  |
| Основа — рассказ Жоржа Сименона «Человек на улице» (1940). |            |                                                                      |                   |                                  |                  |

### Сезон 22 (1989)
| № общий                                             | № в сезоне | Название                                                            | Режиссёр       | Автор сценария       | Дата премьеры   |
| --------------------------------------------------- | ---------- | ------------------------------------------------------------------- | -------------- | -------------------- | --------------- |
| 83                                                  | 1          | «Буря над Ла-Маншем» «Tempête sur la Manche»                        | Эдуар Ложеро   | Франсис Лакассен     | 26 февраля 1989 |
| Основа — одноимённый рассказ Жоржа Сименона (1938). |            |                                                                     |                |                      |                 |
| 84                                                  | 2          | «Поклонник мадам Мегрэ» «L'Amoureux de madame Maigret»              | Джеймс Тор     | Франсуа-Оливье Руссо | 14 мая 1989     |
| Основа — одноимённый рассказ Жоржа Сименона (1939). |            |                                                                     |                |                      |                 |
| 85                                                  | 3          | «Приют утопленников» «L'Auberge aux noyés»                          | Жан-Поль Сасси | Шарль Мэтр           | 26 ноября 1989  |
| Основа — одноимённый рассказ Жоржа Сименона (1938). |            |                                                                     |                |                      |                 |
| 86                                                  | 4          | «Жёмон, стоянка поезда — 51 минута!» «Jeumont, 51 minutes d'arrêt!» | Жиль Кац       | Жак Вигурё           | 25 декабря 1989 |
| Основа — одноимённый рассказ Жоржа Сименона (1936). |            |                                                                     |                |                      |                 |

### Сезон 23 (1990)
| № общий                                             | № в сезоне | Название                                 | Режиссёр      | Автор сценария | Дата премьеры   |
| --------------------------------------------------- | ---------- | ---------------------------------------- | ------------- | -------------- | --------------- |
| 87                                                  | 1          | «Стан-убийца» «Stan le tueur»            | Филип Лэк     | Мишель О'Глор  | 25 февраля 1990 |
| Основа — одноимённый рассказ Жоржа Сименона (1938). |            |                                          |               |                |                 |
| 88                                                  | 2          | «Мегрэ в Нью-Йорке» «Maigret à New York» | Стефан Бертен | Бернар Мариэ   | 10 июня 1990    |
| Основа — одноимённый роман Жоржа Сименона (1947).   |            |                                          |               |                |                 |